# Питија
Питија (грч. Πῡθία) је у грчкој митологији била свештеница Аполоновог храма у Делфима. 

## Историја
Питија је била жена старија од педесет година, одевена увек у девојачке хаљине и која је живела одвојено од свог супруга. Прорицање се у почетку одвијало седмог дана делфског месеца, када је наводно Аполон рођен, а касније једном месечно, осим у тзв. несрећне дане и током зимских месеци када се сматрало да Аполон борави у земљи Хиперборејаца. Питија је своје прорицање обављала након припрема које су подразумевале купање у извору Касталије и узимање воде са извора Касиотиса. Само прорицање је изводила на троношцу, жваћући лишће са Аполоновог ловора и удишући испарења која су допирала из једног процепа. Њена пророчанства су биле неповезане речи, од којих су потом свештеници правили стихове, чије је значење било углавном двосмислено. Питања која су људи постављали Питији су била најчешће у вези са ратовима, политиком и оснивањем колонија. Њени савети су уживали велики углед у целом античком свету током архајског раздобља.

## Митологија
Према миту, светилиште је првобитно припадало Геји, али га је Аполон присвојио када је победио чудовиште Делфину или Питона који га је чувао. Светилишту је посветио троножац, који је постао његов симбол. Међутим, када је Питија одбила да прориче Хераклу, овај је украо троножац у намери да на другом месту установи своје пророчиште, што је изазвало Аполонов гнев.
Питија се помиње у митологији у вези са многим митским ликовима. Саветовала је становнике Метапонта да подигну статуу богу Аполону и Аристеју, који им је то и наредио. Егеју је прорекла да ће му прва жена коју буде срео родити сина, што је мудри краљ Питеј искористио и представио му своју кћер Етру, како би се ородио са атинским краљем. Кореба је саветовала да понесе троножац и да се настани на месту где му он испадне из руку. То се десило на брду Геранији и тако је настало насеље Триподиск.